# Pierre Gauthier
Pierre Gauthier (ur. 21 stycznia 1879 w Paryżu, zm. ?) – francuski żeglarz, olimpijczyk, zdobywca brązowego medalu w regatach na letnich igrzyskach olimpijskich w 1924 roku w Paryżu.
Na Letnich Igrzyskach Olimpijskich 1924 zdobył brąz w żeglarskiej klasie 8 metrów. Załogę jachtu Namousse tworzyli również Robert Girardet, André Guerrier, Georges Mollard i Louis Breguet.